# Conférence Ouest de la NBA
Pour les articles homonymes, voir Conférence Ouest.
 (septembre 2024).
Si vous disposez d'ouvrages ou d'articles de référence ou si vous connaissez des sites web de qualité traitant du thème abordé ici, merci de compléter l'article en donnant les références utiles à sa vérifiabilité et en les liant à la section « Notes et références ».
La Conférence Ouest de la National Basketball Association (NBA) (en anglais : NBA Western Conference ou Association de l'Ouest de la NBA au Canada Francophone)  est composée de quinze franchises qui sont réparties en trois Divisions de cinq équipes chacune : la Division Nord-Ouest, la Division Pacifique et la Division Sud-Ouest. Elle fut créée en 1970 à la suite de la réorganisation du championnat NBA en 17 équipes et succéda alors à la Division Ouest.
L'organisation actuelle a été adoptée en 2004, lorsque les Bobcats de Charlotte intégrèrent la NBA en tant que 30e franchise obligeant à déplacer les Hornets de La Nouvelle-Orléans de la Division Centrale vers la nouvelle Division Sud-Ouest.
De 1970 à 2004, cette Conférence se composait de la Division Pacifique et de la Division Midwest.

## Organisation

Ancien logo de 1993 à 2017

À l'issue des 82 matchs de la saison régulière, chaque franchise de la Conférence est classée en fonction de son nombre de victoires. Les huit meilleures équipes sont qualifiées pour les séries éliminatoires ou playoffs.
Chaque vainqueur de Division était jusqu’à présent protégé puisqu'il se retrouvait obligatoirement classé entre la première et la quatrième place alors synonyme d'avantage du terrain. Depuis la saison 2015-2016, cette règle a changé car considérée comme injuste. En effet, lors de la saison 2014-2015, les Trail Blazers de Portland, alors champions de la Division Nord-Ouest, furent classés en quatrième position alors que les Spurs de San Antonio, qui comptaient plus de victoires, finirent classés en sixième position. L'avantage du terrain en séries éliminatoires est désormais décidé en fonction du bilan en saison régulière et non en fonction du classement des playoffs.
Les séries éliminatoires de la Conférence Ouest sont divisées en trois tours qui se terminent par la Finale de Conférence. Le champion de la Conférence Ouest affronte alors le champion de la Conférence Est lors des Finales NBA qui déterminent le champion NBA. Toutes les séries se jouent au meilleur des sept matchs, c'est-à-dire que la série est remportée par la première équipe qui remporte quatre rencontres.

## Composition actuelle
La Conférence Ouest est composée de la façon suivante :
| Division Nord-Ouest - Nuggets de Denver - Timberwolves du Minnesota - Thunder d'Oklahoma City - Trail Blazers de Portland - Jazz de l'Utah | Division Sud-Ouest - Mavericks de Dallas - Rockets de Houston - Grizzlies de Memphis - Pelicans de La Nouvelle-Orléans - Spurs de San Antonio | Division Pacifique - Warriors de Golden State - Clippers de Los Angeles - Lakers de Los Angeles - Suns de Phoenix - Kings de Sacramento |

### Anciennes équipes
Relocalisées dans la Conférence Est
- Bulls de Chicago (1970-1980)
- Pistons de Détroit (1970-1978)
- Bucks de Milwaukee (1970-1980)
- Pacers de l'Indiana (1976-1979)
- Heat de Miami (1988-1989)
- Hornets de Charlotte (1989-1990)
- Magic d'Orlando (1990-1991)

## Classement sur la saison actuelle
| Conférence Ouest | Conférence Ouest                    | Conférence Ouest | Conférence Ouest | Conférence Ouest | Conférence Ouest | Conférence Ouest | Conférence Ouest |
| No               | Franchise                           | Vic.             | Def.             | MJ               | V/D              | GB               |                  |
| ---------------- | ----------------------------------- | ---------------- | ---------------- | ---------------- | ---------------- | ---------------- | ---------------- |
| 1                | Thunder d'Oklahoma City - c         | 68               | 14               | 82               | .829             | –                |                  |
| 2                | Rockets de Houston - y              | 52               | 30               | 82               | .634             | 16               |                  |
| 3                | Lakers de Los Angeles - y           | 50               | 32               | 82               | .610             | 18               |                  |
| 4                | Nuggets de Denver - x               | 50               | 32               | 82               | .610             | 18               |                  |
| 5                | Clippers de Los Angeles - x         | 50               | 32               | 82               | .610             | 18               |                  |
| 6                | Timberwolves du Minnesota - x       | 49               | 33               | 82               | .598             | 19               |                  |
|                  |                                     |                  |                  |                  |                  |                  |                  |
| 7                | Warriors de Golden State - x        | 48               | 34               | 82               | .585             | 20               |                  |
| 8                | Grizzlies de Memphis - x            | 48               | 34               | 82               | .585             | 20               |                  |
| 9                | Kings de Sacramento - pi            | 40               | 42               | 82               | .488             | 28               |                  |
| 10               | Mavericks de Dallas - pi            | 39               | 43               | 82               | .476             | 29               |                  |
|                  |                                     |                  |                  |                  |                  |                  |                  |
| 11               | Suns de Phoenix - o                 | 36               | 46               | 82               | .439             | 32               |                  |
| 12               | Trail Blazers de Portland - o       | 36               | 46               | 82               | .439             | 32               |                  |
| 13               | Spurs de San Antonio - o            | 34               | 48               | 82               | .415             | 34               |                  |
| 14               | Pelicans de La Nouvelle-Orléans - o | 21               | 61               | 82               | .256             | 47               |                  |
| 15               | Jazz de l'Utah - o                  | 17               | 65               | 82               | .207             | 51               |                  |

## Palmarès
Après les Finales NBA 2025, sur les 55 champions de la Conférence, 30 franchises ont remporté le titre NBA.
Légende :
- Vainqueur des Finales NBA

| Année | Vainqueur                 | Score | Finaliste                 |
| ----- | ------------------------- | ----- | ------------------------- |
| 1971  | Bucks de Milwaukee        | 4-1   | Lakers de Los Angeles     |
| 1972  | Lakers de Los Angeles     | 4-2   | Bucks de Milwaukee        |
| 1973  | Lakers de Los Angeles     | 4-1   | Warriors de Golden State  |
| 1974  | Bucks de Milwaukee        | 4-0   | Bulls de Chicago          |
| 1975  | Warriors de Golden State  | 4-3   | Bulls de Chicago          |
| 1976  | Suns de Phoenix           | 4-3   | Warriors de Golden State  |
| 1977  | Trail Blazers de Portland | 4-0   | Lakers de Los Angeles     |
| 1978  | SuperSonics de Seattle    | 4-2   | Nuggets de Denver         |
| 1979  | SuperSonics de Seattle    | 4-3   | Suns de Phoenix           |
| 1980  | Lakers de Los Angeles     | 4-1   | SuperSonics de Seattle    |
| 1981  | Rockets de Houston        | 4-1   | Kings de Kansas City      |
| 1982  | Lakers de Los Angeles     | 4-0   | Spurs de San Antonio      |
| 1983  | Lakers de Los Angeles     | 4-2   | Spurs de San Antonio      |
| 1984  | Lakers de Los Angeles     | 4-2   | Suns de Phoenix           |
| 1985  | Lakers de Los Angeles     | 4-1   | Nuggets de Denver         |
| 1986  | Rockets de Houston        | 4-1   | Lakers de Los Angeles     |
| 1987  | Lakers de Los Angeles     | 4-0   | SuperSonics de Seattle    |
| 1988  | Lakers de Los Angeles     | 4-3   | Mavericks de Dallas       |
| 1989  | Lakers de Los Angeles     | 4-0   | Suns de Phoenix           |
| 1990  | Trail Blazers de Portland | 4-2   | Suns de Phoenix           |
| 1991  | Lakers de Los Angeles     | 4-2   | Trail Blazers de Portland |
| 1992  | Trail Blazers de Portland | 4-2   | Jazz de l'Utah            |
| 1993  | Suns de Phoenix           | 4-3   | SuperSonics de Seattle    |
| 1994  | Rockets de Houston        | 4-1   | Jazz de l'Utah            |
| 1995  | Rockets de Houston        | 4-2   | Spurs de San Antonio      |
| 1996  | SuperSonics de Seattle    | 4-3   | Jazz de l'Utah            |
| 1997  | Jazz de l'Utah            | 4-2   | Rockets de Houston        |
| 1998  | Jazz de l'Utah            | 4-0   | Lakers de Los Angeles     |
| 1999  | Spurs de San Antonio      | 4-0   | Trail Blazers de Portland |
| 2000  | Lakers de Los Angeles     | 4-3   | Trail Blazers de Portland |
| 2001  | Lakers de Los Angeles     | 4-0   | Spurs de San Antonio      |
| 2002  | Lakers de Los Angeles     | 4-3   | Kings de Sacramento       |
| 2003  | Spurs de San Antonio      | 4-2   | Mavericks de Dallas       |
| 2004  | Lakers de Los Angeles     | 4-2   | Timberwolves du Minnesota |
| 2005  | Spurs de San Antonio      | 4-1   | Suns de Phoenix           |
| 2006  | Mavericks de Dallas       | 4-2   | Suns de Phoenix           |
| 2007  | Spurs de San Antonio      | 4-1   | Jazz de l'Utah            |
| 2008  | Lakers de Los Angeles     | 4-1   | Spurs de San Antonio      |
| 2009  | Lakers de Los Angeles     | 4-2   | Nuggets de Denver         |
| 2010  | Lakers de Los Angeles     | 4-2   | Suns de Phoenix           |
| 2011  | Mavericks de Dallas       | 4-1   | Thunder d'Oklahoma City   |
| 2012  | Thunder d'Oklahoma City   | 4-2   | Spurs de San Antonio      |
| 2013  | Spurs de San Antonio      | 4-0   | Grizzlies de Memphis      |
| 2014  | Spurs de San Antonio      | 4-2   | Thunder d'Oklahoma City   |
| 2015  | Warriors de Golden State  | 4-1   | Rockets de Houston        |
| 2016  | Warriors de Golden State  | 4-3   | Thunder d'Oklahoma City   |
| 2017  | Warriors de Golden State  | 4-0   | Spurs de San Antonio      |
| 2018  | Warriors de Golden State  | 4-3   | Rockets de Houston        |
| 2019  | Warriors de Golden State  | 4-0   | Trail Blazers de Portland |
| 2020  | Lakers de Los Angeles     | 4-1   | Nuggets de Denver         |
| 2021  | Suns de Phoenix           | 4-2   | Clippers de Los Angeles   |
| 2022  | Warriors de Golden State  | 4-1   | Mavericks de Dallas       |
| 2023  | Nuggets de Denver         | 4-0   | Lakers de Los Angeles     |
| 2024  | Mavericks de Dallas       | 4-1   | Timberwolves du Minnesota |
| 2025  | Thunder d'Oklahoma City   | 4-1   | Timberwolves du Minnesota |

## Liste des équipes championnes de la Conférence Ouest
Ce tableau indique le nombre de titres de champion de la Conférence Ouest obtenus.
| Franchise                                      | Titres | Dernier titre | Années |
| ---------------------------------------------- | ------ | ------------- | --- |
| Lakers de Los Angeles                          | 19     | 2020          | 1972, 1973, 1980, 1982, 1983, 1984, 1985, 1987, 1988, 1989, 1991, 2000, 2001, 2002, 2004, 2008, 2009, 2010, 2020 |
| Warriors de Golden State                       | 7      | 2022          | 1975, 2015, 2016, 2017, 2018, 2019, 2022                                                                         |
| Spurs de San Antonio                           | 6      | 2014          | 1999, 2003, 2005, 2007, 2013, 2014                                                                               |
| SuperSonics de Seattle/Thunder d'Oklahoma City | 5      | 2025          | 1978, 1979, 1996, 2012, 2025                                                                                     |
| Rockets de Houston                             | 4      | 1995          | 1981, 1986, 1994, 1995                                                                                           |
| Mavericks de Dallas                            | 3      | 2024          | 2006, 2011, 2024                                                                                                 |
| Suns de Phoenix                                | 3      | 2021          | 1976, 1993, 2021                                                                                                 |
| Trail Blazers de Portland                      | 3      | 1992          | 1977, 1990, 1992                                                                                                 |
| Jazz de l'Utah                                 | 2      | 1998          | 1997, 1998 |
| Bucks de Milwaukee                             | 2      | 1974          | 1971, 1974 |
| Nuggets de Denver                              | 1      | 2023          | 2023 |

## Résultats saison par saison
Légende :
- Vainqueur des Finales NBA
- Finaliste des Finales NBA
- Qualifié pour les séries éliminatoires
- Qualifié pour le tournoi play-in
- B : Non-qualifié pour la NBA Bubble 2020